# Hirvijärvi (sjö i Toivakka, Mellersta Finland)
Hirvijärvi är en sjö i kommunen Toivakka i landskapet Mellersta Finland i Finland. Sjön ligger 155,5 meter över havet. Arean är 94 hektar och strandlinjen är 8,31 kilometer lång. Sjön  ingår i Kymmene älvs huvudavrinningsområde.   Den ligger omkring 26 kilometer sydöst om Jyväskylä och omkring 220 kilometer norr om Helsingfors. 
I sjön finns ön Terrisaari. 